# Saut à ski aux Jeux olympiques de 1994
Navigation
Albertville 1992 Nagano 1998
Les épreuves de saut à ski aux Jeux olympiques de 1994.

## Podiums
| Épreuves                    | Or                                                                   | Argent                                                             | Bronze                                                                     |
| Petit tremplin H 25 février | Espen Bredesen                                                       | Lasse Ottesen                                                      | Dieter Thoma                                                               |
| Grand tremplin H 20 février | Jens Weißflog                                                        | Espen Bredesen                                                     | Andreas Goldberger                                                         |
| Par équipe H 22 février     | Allemagne Hansjörg Jäkle Christof Duffner Dieter Thoma Jens Weißflog | Japon Jinya Nishikata Takanobu Okabe Noriaki Kasai Masahiko Harada | Autriche Heinz Kuttin Christian Moser Stefan Horngacher Andreas Goldberger |

## Résultats

### Petit Tremplin
| Place | Nation    | Athlète            | Points |
| ----- | --------- | ------------------ | ------ |
| 1er   | Norvège   | Espen Bredesen     | 282.0  |
| 2e    | Norvège   | Lasse Ottesen      | 268.0  |
| 3e    | Allemagne | Dieter Thoma       | 260.5  |
| 4e    | Allemagne | Jens Weissflog     | 260.0  |
| 5e    | Japon     | Noriaki Kasai      | 259.0  |
| 6e    | Finlande  | Jani Soininen      | 258.5  |
| 7e    | Autriche  | Andreas Goldberger | 258.0  |
| 8e    | Japon     | Jinya Nishikata    | 253.0  |

### Grand Tremplin
| Place | Nation             | Athlète            | Points |
| ----- | ------------------ | ------------------ | ------ |
| 1er   | Allemagne          | Jens Weissflog     | 274.5  |
| 2e    | Norvège            | Espen Bredesen     | 266.5  |
| 3e    | Autriche           | Andreas Goldberger | 255.0  |
| 4e    | Japon              | Takanobu Okabe     | 243.5  |
| 5e    | Finlande           | Jani Soininen      | 231.1  |
| 6e    | Norvège            | Lasse Ottesen      | 226.6  |
| 7e    | République tchèque | Jaroslav Sakala    | 222.0  |
| 8e    | Japon              | Jinya Nishikata    | 218.3  |

### Par équipe
| Place | Nation             | Athlète                                                           | Points |
| ----- | ------------------ | ----------------------------------------------------------------- | ------ |
| 1er   | Allemagne          | Hansjörg Jäkle Christof Duffner Dieter Thoma Jens Weissflog       | 970.1  |
| 2e    | Japon              | Jinya Nishikata Takanobu Okabe Noriaki Kasai Masahiko Harada      | 956.9  |
| 3e    | Autriche           | Heinz Kuttin Christian Moser Stefan Horngacher Andreas Goldberger | 918.9  |
| 4e    | Norvège            | Øyvind Berg Lasse Ottesen Roar Ljøkelsøy Espen Bredesen           | 898.8  |
| 5e    | Finlande           | Raimo Ylipulli Janne Väätäinen Janne Ahonen Jani Soininen         | 889.5  |
| 6e    | France             | Steve Delaup Nicolas Jean-Prost Nicolas Dessum Didier Mollard     | 822.1  |
| 7e    | République tchèque | Ladislav Dluhoš Zbyněk Krompolc Jiří Parma Jaroslav Sakala        | 800.7  |
| 8e    | Italie             | Ivo Pertile Andrea Cecon Roberto Cecon Ivan Lunardi               | 782.3  |

## Médailles
| Place | Nation    |   |   |   | Total |
| ----- | --------- | - | - | - | ----- |
| 1er   | Allemagne | 2 | 0 | 1 | 3     |
| 2e    | Norvège   | 1 | 2 | 0 | 3     |
| 3e    | Japon     | 0 | 1 | 0 | 1     |
| 4e    | Autriche  | 0 | 0 | 2 | 2     |